# Група 143
Група 143 је основана 14. марта 1975. године у Београду и представља последњи строго концептуално оријентисани уметнички колектив у бившој Југославији. Име је изведено из датума оснивања. Почетни пројекат Групе 143 био је да се младим уметницима, историчарима уметности и извесним активним саучесницима програма СКЦ-а понуди заједничка платформа за развијање њихових уметничко-теоријских компетенција.
Током пет година постојања у Групи 143 су деловали: Биљана Томић (1975-1980), Мишко Шуваковић (1975-1980), Неша Париповић (1978-1980), Јован Чекић (1975-1979), Паја Станковић (1975-1980), Маја Савић (1975-1980), Мирко Дилиберовић (1978-1980), Владимир Николић (1977-1980), Дејан Диздар (1975-1976), Нада Сеферовић (1975), Бојана Бурић (1975), Стипе Думић (1975), Момчило Рајин (1975), Иван Марошевић (1975), Слободан Шајин (1975).